# Cirrhipathes spiralis
Cirrhipathes spiralis är en korallart som först beskrevs av Carl von Linné 1758.  Cirrhipathes spiralis ingår i släktet Cirrhipathes och familjen Antipathidae. Inga underarter finns listade i Catalogue of Life.